# Eremias nigrocellata
Espèce
Eremias nigrocellata est une espèce de sauriens de la famille des Lacertidae.

## Répartition
Cette espèce se rencontre dans le nord-est de l'Iran, en Afghanistan, au Turkménistan, au Tadjikistan et dans le sud de l'Ouzbékistan.

## Publication originale
- Nikolsky, 1896 : Diagnoses reptilium et amphibiorum novorum in Persia orientali a N. Zarudny collectorum. Annuaire Musée Zoologique de l'Académie Impériale des Sciences de Saint-Pétersbourg, vol. 1, p. 369-372.